# Коројештиј де Сус (Васлуј)
Коројештиј де Сус (рум. Coroieștii de Sus) насеље је у Румунији у округу Васлуј у општини Коројешти. Oпштина се налази на надморској висини од 147 m.

## Становништво
Према подацима из 2002. године у насељу је живело 220 становника, од којих су сви румунске националности.